# Temporada 1907 de la era de los Grandes Premios
La temporada 1907 de la era de los Grandes Premios fue la segunda temporada de las competiciones automovilísticas conocidas como Grand Prixs o, en algunos casos, Grandes Épreuves.
El único Gran Premio disputado fue, nuevamente, el de l'ACF (hoy GP de Francia), ganada por el italiano Felice Nazzaro, de Fiat, quien ganó dos pruebas más aquel año (las cuales no eran grandes premios).

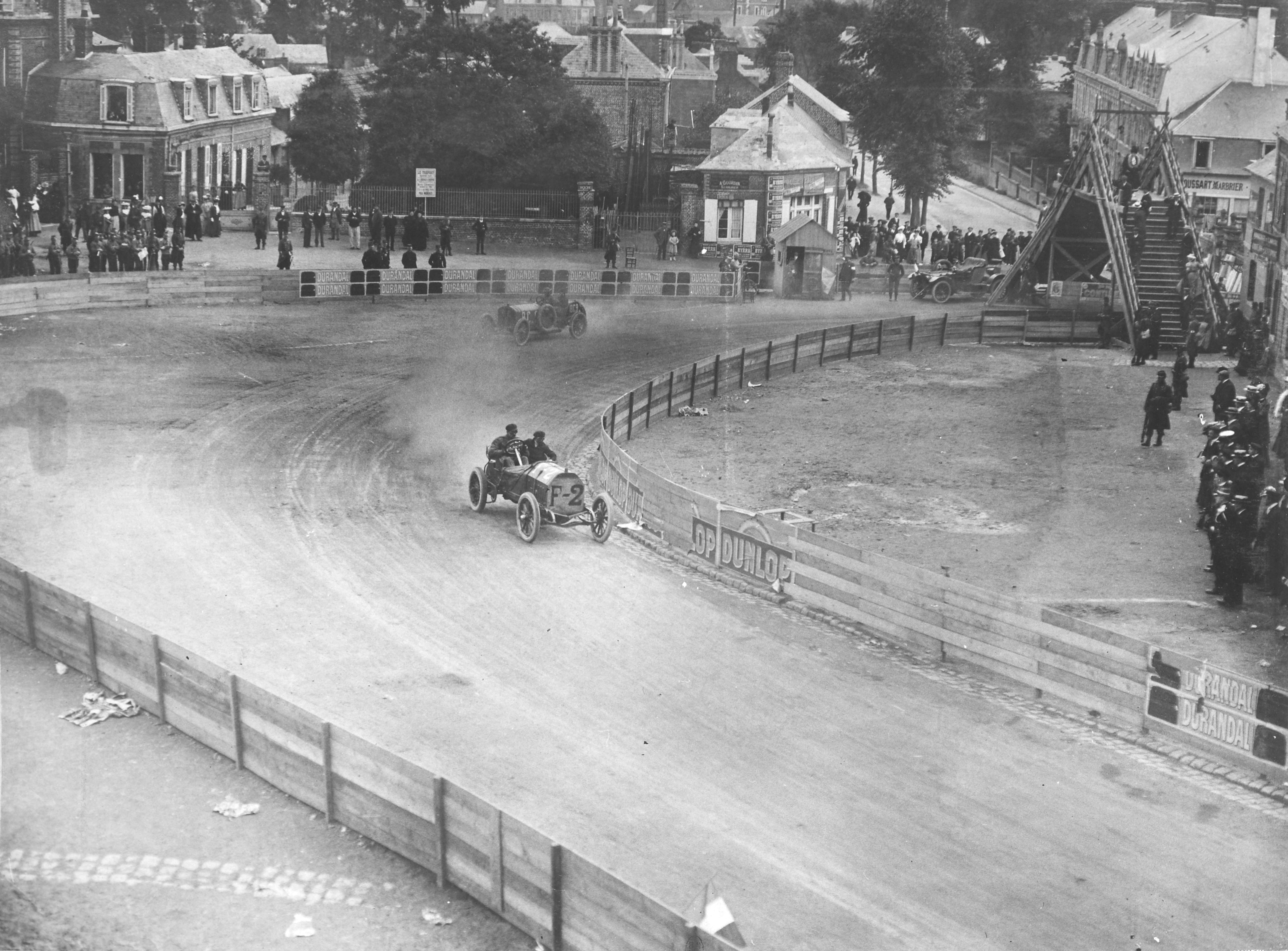
Nazzaro en el Gran Premio de l'ACF,

## Grandes Premios
| Fecha      | Gran Premio             | Circuito | Campeón        | Constructor | Ref   |
| ---------- | ----------------------- | -------- | -------------- | ----------- | ----- |
| 2 de julio | II Gran Premio de l'ACF | Dieppe   | Felice Nazzaro | Fiat        | [ 2 ] |

## Otras competiciones
| Fecha            | Evento                                   | Circuito        | Campeón             | Constructor       |
| ---------------- | ---------------------------------------- | --------------- | ------------------- | ----------------- |
| 22 de abril      | II Targa Florio                          | Madonia         | Felice Nazzaro      | Fiat              |
| 7 de junio       | Moscú - San Petersburgo                  | calles públicas | Arthur Duray        | Lorraine-Dietrich |
| 13 - 14 de junio | I Kaiserpreis                            | Taunus          | Felice Nazzaro      | Fiat              |
| 25 de julio      | VI Circuit des Ardennes (Fórmula Kaiser) | Bastoña         | John Moore-Brabazon | Minerva           |
| 27 de julio      | VI Circuit des Ardennes                  | Bastoña         | Pierre de Caters    | Mercedes          |
| 1 de septiembre  | III Coppa Florio                         | Brescia         | Ferdinando Minoia   | Isotta Fraschini  |
| 2 de septiembre  | I Coppa della Velocità                   | Brescia         | Alessandro Cagno    | Itala             |